# BAP-100
Die BAP-100 ist eine raketengetriebene Fliegerbombe zur Bekämpfung von Start- und Landebahnen sowie Flugzeugbunkern. BAP steht für Bombe Anti-Piste.

## Entwicklung
Mitte der 1970er Jahre begann man bei Thomson-Brandt Armaments mit der Entwicklung der BAP-100. Zeitgleich arbeite man bei Matra an der Durandal-Bombe mit dem gleichen Funktionsprinzip. Gegenüber diesem Bombenmodell sollte die BAP-100 aber wesentlich leichter und kleiner sein. Nach verschiedenen Tests war die BAP-100 im Jahr 1978 einsatzbereit. Basierend auf der BAP-100 wurde später die Splitterbombe BAT-120 entwickelt. Bis zum Jahr 1985 wurden weit über 15.000 BAP-100 produziert.

## Technik
Die BAP-100-Bombe besteht aus einem dreigeteilten Stahlrohr. Hinter der ogiven Spitze befindet sich der Zündmechanismus. Dieser besteht aus einem piezoelektrischen Sensor und einem pyrotechnischen Verzögerungszünder. Dahinter folgt die 18 kg schwere bunkerbrechende Gefechtsladung mit einem Sprengstoffkern aus 4,5 kg PBXN-109. Am anschließenden Mittelstück ist die Aufhänge- und Montagevorrichtung der Bombe platziert. Dahinter folgt das Feststoffraketentriebwerk mit HTPB-Treibstoff. Im Bombenheck befindet sich das Gehäuse für den Fallschirm.
Um die kleinen Bomben an die Außenlaststationen der Flugzeuge zu montieren, werden Waffenträger verwendet. An dem 14-3-M2-Waffenträger können neun BAP-100 montiert werden und der größere 30-6-M2-Waffenträger kann 18 BAP-100 aufnehmen. Ein beladener 30-6-M2-Waffenträger hat ein Gewicht von 710 kg. An den Waffenträgern befinden sich Schalter, mit denen das Abwurfintervall der Bomben eingestellt werden kann. Die Waffenträger können sowohl an die 356 mm (14 inch) wie auch an die 762 mm (30 inch) Bombenschlösser montiert werden.

## Funktion
Die Bomben werden in der Regel aus dem Tiefflug abgeworfen, wobei die minimale Abwurfhöhe 50 m beträgt. Die Abwurfgeschwindigkeit liegt zwischen 630 und 1111 km/h. Das Abwurfintervall wird in der Regel so eingestellt, dass die Bomben in einem Abstand von 15 m auf die Erdoberfläche einschlagen oder dass die Bomben in einem regelmäßigen Abstand auf einer Strecke von 450 m verteilt werden. Nach dem Abwurf ab dem Waffenträger öffnet sich nach 0,5 Sekunden der Fallschirm im Bombenheck. Jetzt ist die Bombe rund 3 m unter dem Flugzeug. Die Bombe wird nun abgebremst und senkt die Bombenspitze in Richtung Erdoberfläche. 2,25 Sekunden nach dem Abwurf zündet das Raketentriebwerk. Zu diesem Zeitpunkt hat die Bombe einen Winkel von rund 65° gegenüber der Horizontalen. Das Raketentriebwerk beschleunigt die Bombe auf rund 230 m/s. Durch die hohe kinetische Energie kann die BAP-100 bis zu 30 cm Stahlbeton durchschlagen und die Bombe detoniert zeitverzögert unter der Start- oder Landebahn. Die Detonation erzeugt einen Krater mit einer Fläche von rund 40 m². Weiter kann die BAP-100 auch mit einem Langzeitzünder ausgerüstet werden, so dass die Bombe bis maximal 6 Stunden nach dem Abwurf detoniert, um Instandsetzungsarbeiten in Zielgebiet zu behindern.

## Einsatz
Der erste Einsatz der BAP-100 erfolgte bei der Schlacht um Wadi Dum. Bei diesem Einsatz warfen Flugzeuge der Französischen Luftstreitkräfte rund 40 BAP-100-Bomben auf den Flugplatz Wadi Dum. Weitere Einsätze erfolgten im Ersten Golfkrieg sowie bei Konflikten auf dem afrikanischen Kontinent.

## Verbreitung
Die BAP-100 ist bei über 15 Nationen im Einsatz, darunter Frankreich, Deutschland, Griechenland und Portugal.

## Trägerflugzeuge
Folgende Flugzeuge sind als Träger der BAP-100 bekannt:
- AMX International AMX
- Atlas Cheetah
- Aermacchi MB-326
- Aermacchi MB-339
- Alenia Aermacchi M-345
- BAE Hawk
- Dassault „Mirage III“
- Dassault „Mirage 5“ und „Mirage 50“
- Dassault „Mirage F1“
- Dassault Mirage 2000
- Dassault Rafale
- Dassault „Super Étendard“
- Dassault/Dornier „Alpha Jet“
- Fiat G.91
- Mikojan-Gurewitsch MiG-23 (NATO-Codename: „Flogger“)
- Mikojan-Gurewitsch MiG-27 („Flogger-D“)
- Northrop F-5E „Tiger II“
- Douglas A-4 „Skyhawk“
- SEPECAT „Jaguar“